# Dailognatha
Dailognatha — род жесткокрылых из семейства чернотелок.

## Описание
Боковые вырезки наличника очень глубокие, мандибулы почти не покрыты сверху наличником. Задний край глаз с резкой треугольной вырезкой, до половины разделяющей глаз. Второй-четвёртый членики средних лапок не удлинённые.

## Систематика
В составе рода:
- Dailognatha aequalis (Tauscher, 1812)
- Dailognatha caraboides Solier, 1835
- Dailognatha crenata Reiche & Saulcy, 1857
- Dailognatha cylindritarsis Koch, 1948
- Dailognatha hellenica Reitter, 1896
- Dailognatha quadricollis (Brullé, 1832)
- Dailognatha rugipleuris Reitter, 1896
- Dailognatha vicina (Brullé, 1832)